# Guarajuba

Guarajuba liegt im Bezirk von Camaçari

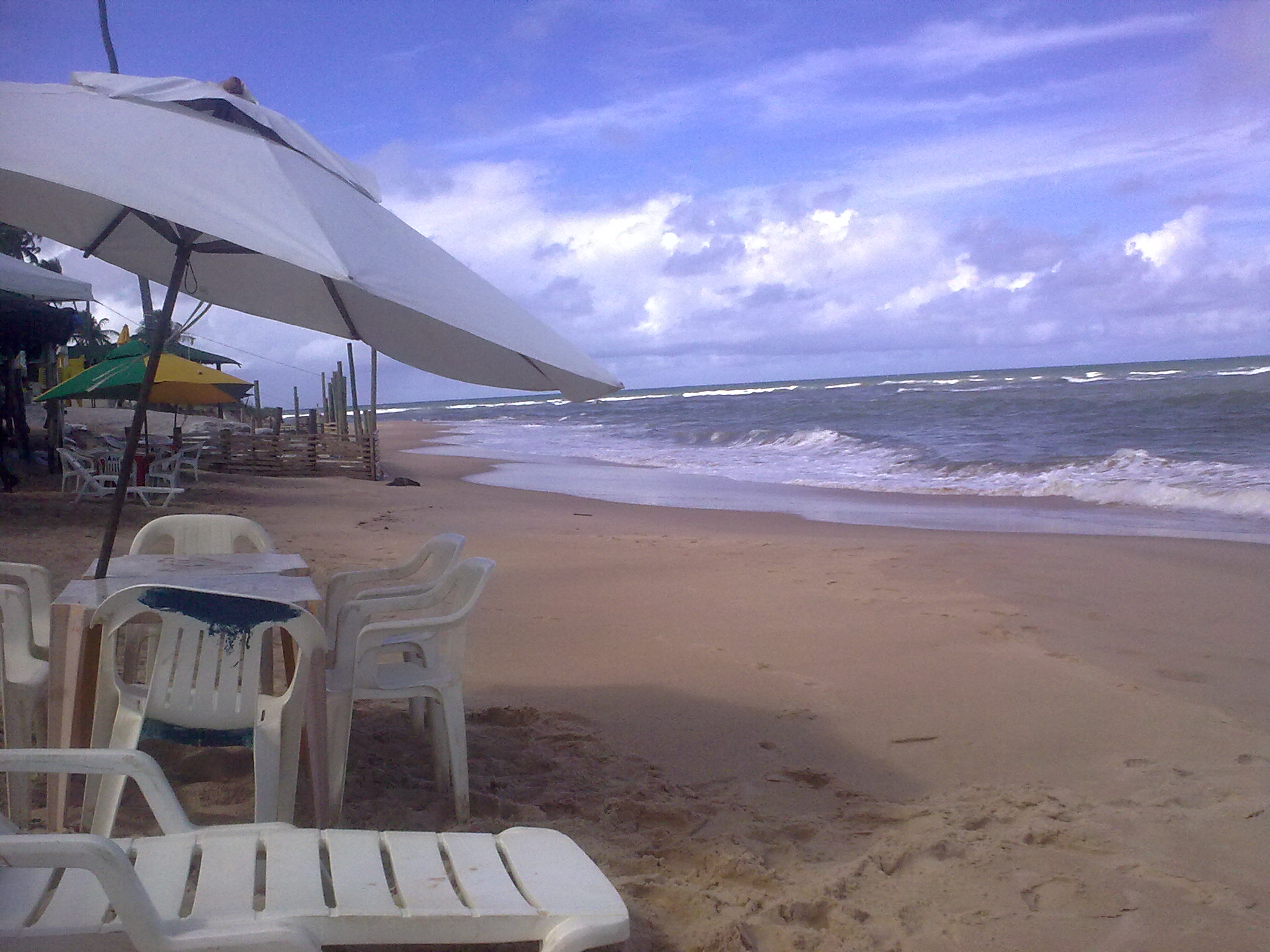
Der Strand in Guarajuba mit typischer Strandbar

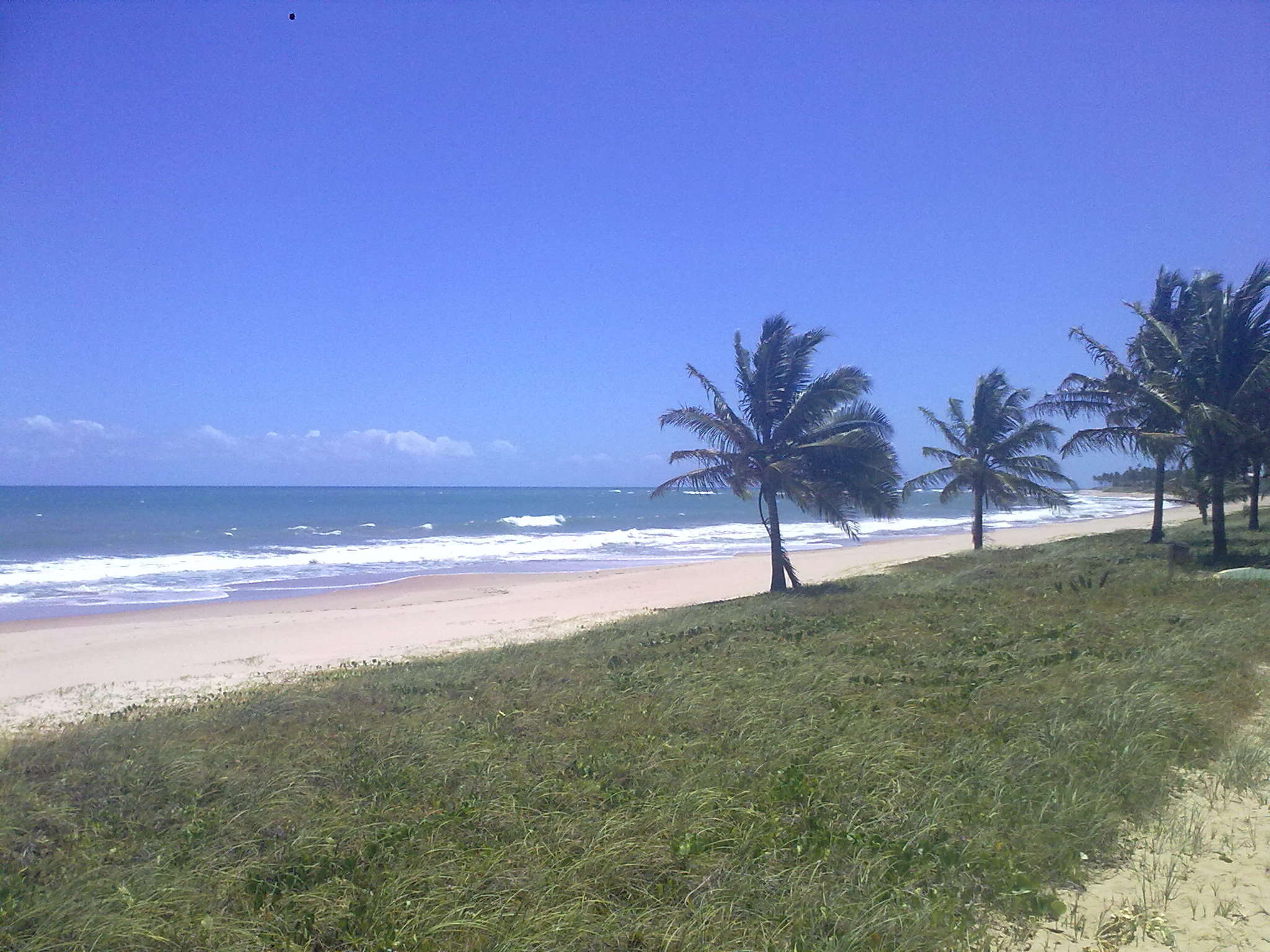
Der Strand von Guarajuba ist besonders sauber und gilt als einer der schönsten Strände in Bahia

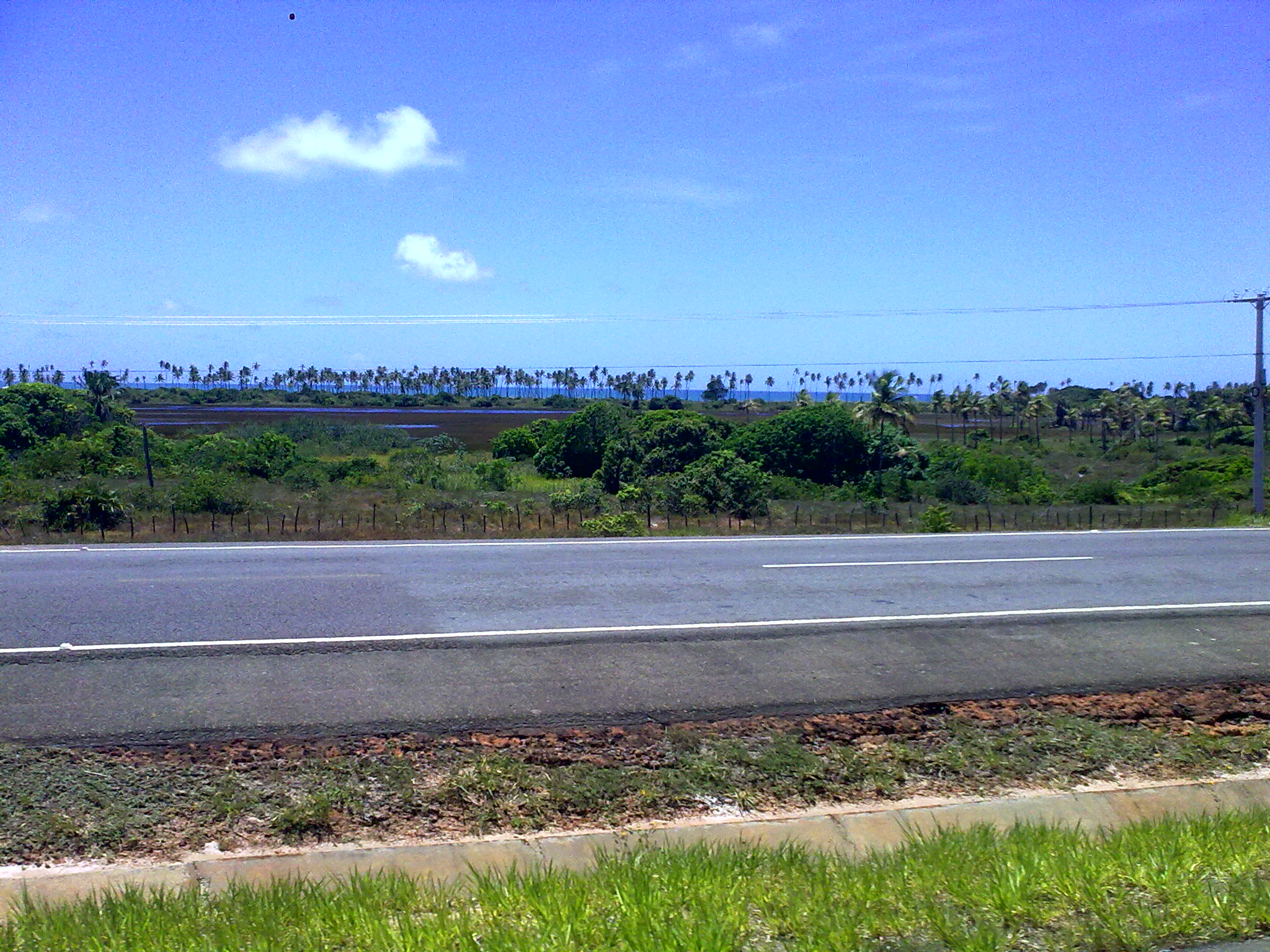
Die Estrada do Coco kurz vor dem Ortseingang Guarajuba

Guarajuba ist ein kleines Fischerdorf im brasilianischen Bundesstaat Bahia, etwa 42 km nördlich von Salvador da Bahia am Atlantik und direkt an der mautpflichtigen Linha Verde und gehört zum Bezirk von Camaçari. Im Ort finden sich vor allem viele bewachte Wohngebiete, die sogenannten Condominios, die sich auch am Strand entlang erstrecken. Die Postleitzahl des Ortes lautet 42820-000 und die Vorwahl +55 (71).

## Tourismus
In der Nebensaison (Herbst und Winter) wird der Ort nur gelegentlich durch in Bahia ansässige Touristen frequentiert. In der Hauptsaison (Frühjahr und Sommer) finden viele Touristen den Weg in den Ort. Durch eine gute Busverbindung und der nahe liegende Bundesstraße ist der Ort besonders für einheimische Wochenendtouristen interessant.
Der Ort verfügt über viele Hotels und sogenannten Pousadas, einer Art Pensionen in verschiedenen Preisklassen sowie – insbesondere am Strand über eine Vielfalt von Gastronomiebetrieben mit typisch brasilianischem Essen. Die Gastronomiebetriebe in dem kleinen Ort bieten auch amerikanisches, und italienisches Essen wie Pizza an. Vor allem am Strand sind die Speisen der Gastronomiebetriebe oftmals einheimisch und durch die Nähe zur Küste sind selbstverständlich auch Fischgerichte erhältlich. Direkt im Ort sind auch zwei kleine Supermärkte vorhanden.
Koordinaten: 12° 39′ S, 38° 4′ W